# Sottopiatto

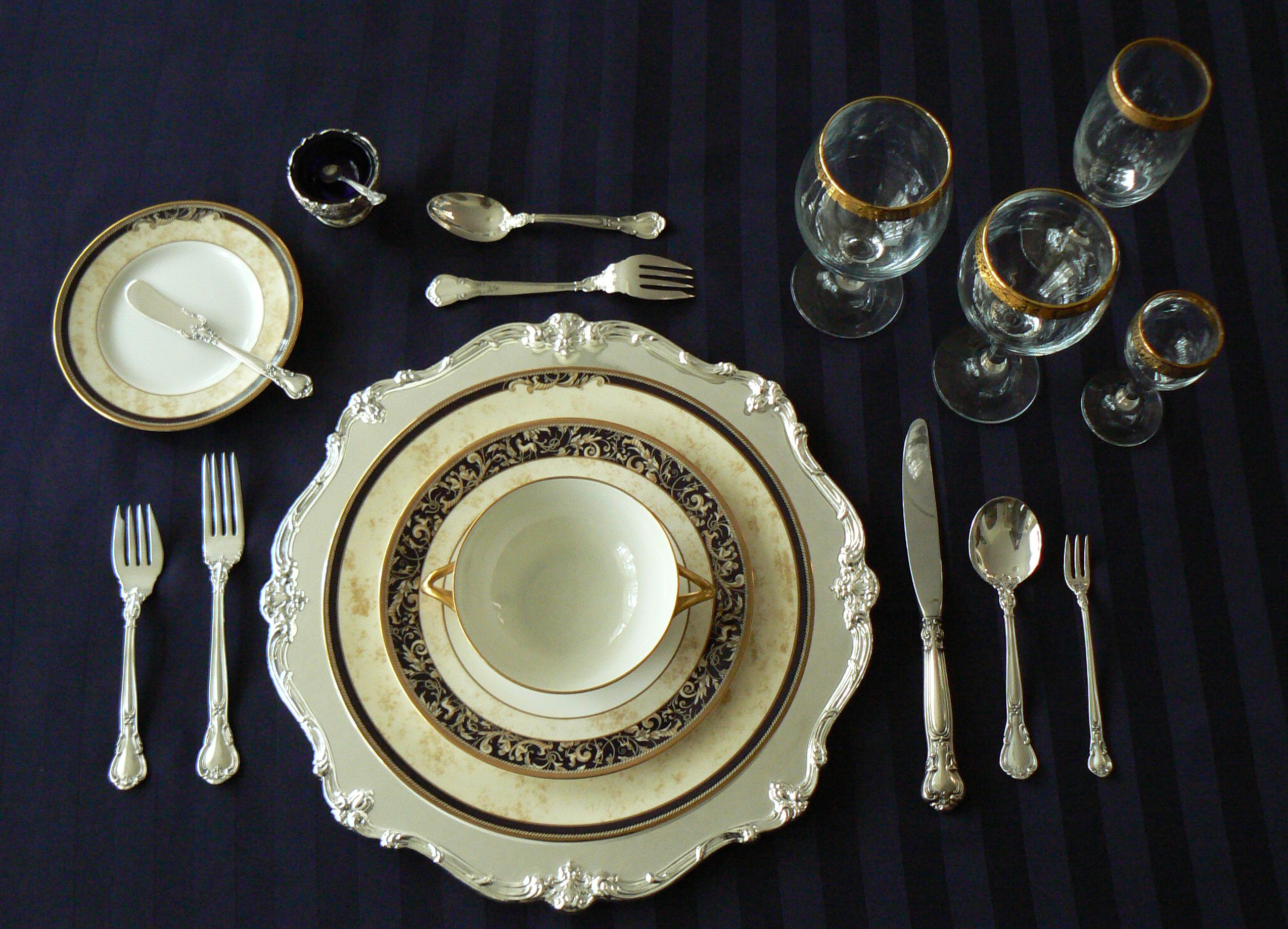
Coperto formale con sottopiatto in argento

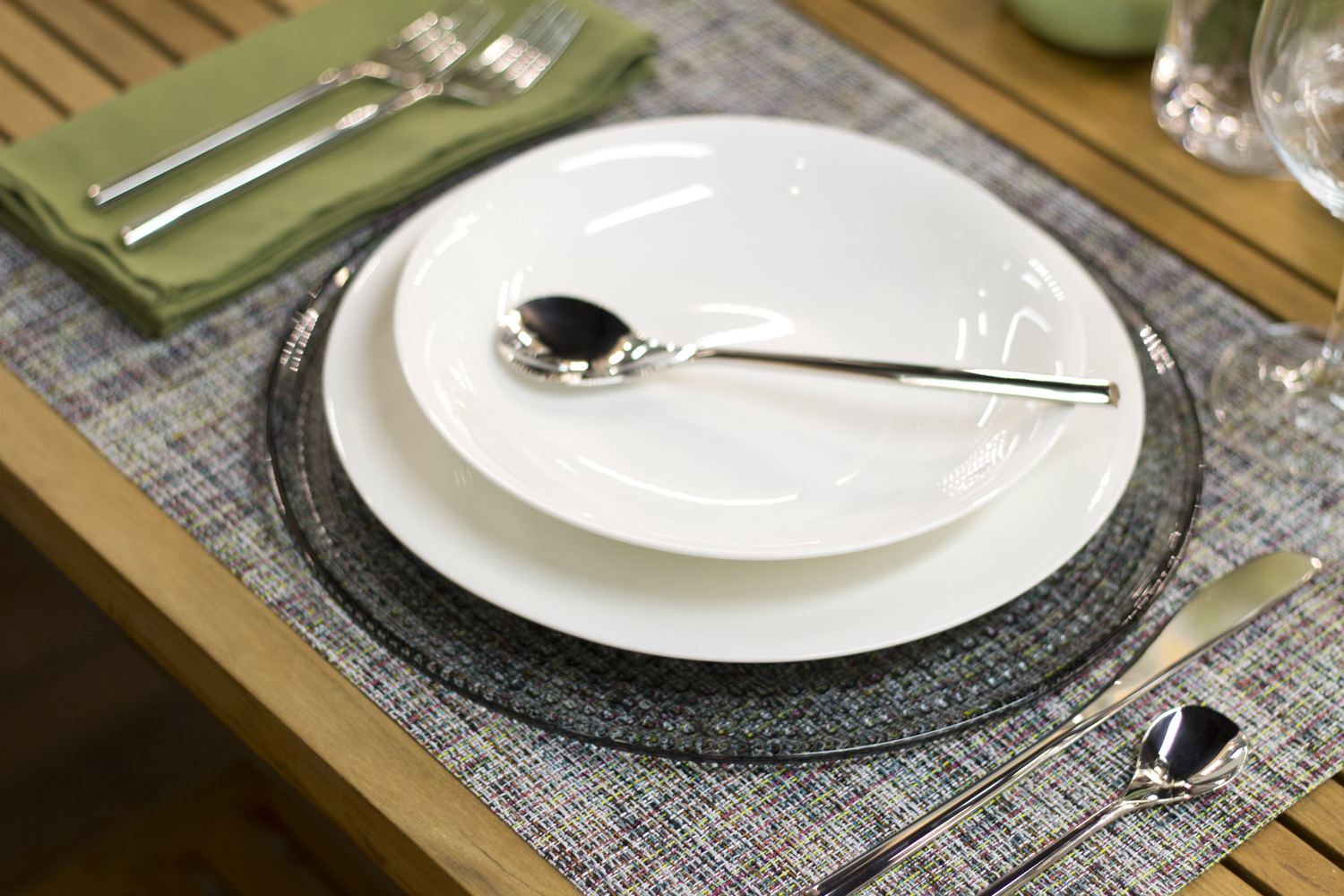
Sottopiatto in vetro

Il sottopiatto è una stoviglia, un tipo particolare di piatto, che si usa in un'apparecchiatura formale. Non viene usato per contenere cibo ma la sua funzione pratica è di preservare la tovaglia, quella decorativa di aggiungere un elemento prezioso o colorato alla tavola, per questo motivo è spesso dotato di un'ala larga e decorata. Misura mediamente 32-33 cm di diametro, dimensioni superiori a quelle del piatto piano da cui deve sporgere di alcuni centimetri. 
È un elemento del coperto che può essere differente dal servizio da tavola, viene realizzato in porcellana, ceramica, metallo o vetro e nelle apparecchiature più preziose in argento. 
Fa la sua comparsa nel XIX secolo e viene utilizzato dai ristoranti e nei pranzi formali e di gala.